# Nicola Princivalli
Nicola Princivalli (Trieste, 29 settembre 1979) è un allenatore di calcio ed ex calciatore italiano, di ruolo centrocampista.

## Biografia
È nipote di Carlo Lucchesi, calciatore di Serie A che giocò con le maglie di Roma, Lucchese e Palermo.

## Caratteristiche tecniche
Princivalli era un centrocampista dotato di buona tecnica, capace di inserirsi nelle azioni offensive.

## Carriera

### Calciatore
Cresciuto nella Triestina, esordì in Serie C2 all'età di 18 anni. Con la squadra giuliana gioca cinque stagioni consecutive, ottenendo una doppia promozione fino in Serie B.
Nella stagione 2002-2003 viene ceduto al Messina col quale debuttò in Serie B il 13 ottobre 2002 in Messina-Vicenza (3-1). In maglia giallorossa rimase per due stagioni totalizzando 47 presenze e 4 gol. Con la squadra siciliana raggiunse inoltre la promozione in Serie A al termine della stagione 2003-2004.
Nell'estate del 2004 ritornò alla Triestina per restarci per un solo anno dove collezionò 26 presenza senza nessuna rete. La Triestina in quella stagione riuscì a salvarsi solo dopo aver battuto il Vicenza nello spareggio-salvezza, al quale partecipò anche Princivalli giocando sia l'andata (da subentrante) che il ritorno (da titolare).
Nella stagione successiva fu ceduto alla Salernitana in Serie C1 dove disputò un campionato realizzando 4 gol.
Nell'estate del 2006 fu acquistato dal Foggia dove rimase per una sola stagione prima di ritornare nuovamente nella Triestina.
Nella stagione 2008-2009 durante la partita Triestina-Sassuolo (1-1) ha realizzato il suo primo gol in Serie B con la maglia della Triestina su calcio di rigore. Alla fine della stagione 2011-2012 rimane svincolato.
Nell'estate 2012 firma per il Venezia, in Lega Pro Seconda Divisione.
A novembre 2013 diventa un giocatore dell'US Ancona 1905, che milita nel campionato di Serie D.
A gennaio 2014 rescinde il contratto con i dorici dove non è sceso mai in campo e si accasa sempre in Serie D alMonfalcone dove chiude la stagione con 8 presenze e 2 gol.
A marzo 2015 firma un contratto bimestrale con l'Amicale F.C. (Vanuatu) per disputare la Champions League dell'Oceania 2015 in svolgimento alle Isole Figi.

### Allenatore
Triestina
Dalla stagione 2016/2017 viene nominato vice allenatore della Triestina.
Il 14 febbraio 2018, dopo le dimissioni di Giuseppe Sannino, viene nominato capoallenatore nel campionato di Serie C. Torna successivamente alle giovanili triestine.
Il 22 settembre 2019 assume il ruolo di capoallenatorere della prima squadra giuliana dopo l'esonero di Massimo Pavanel: l'iniziale interim viene confermato il 30 settembre.
Il 14 ottobre viene sostituito da Carmine Gautieri e torna nello staff tecnico della società giuliana.
Cjarlins Muzane
Il 27 gennaio 2021 viene annunciato come nuovo tecnico del Cjarlins Muzane, squadra friulana di Serie D. A fine stagione, ottenuta la salvezza, non viene confermato.
Il 30 Gennaio 2024, dopo l'addio di Thomas Randon, torna sulla panchina degli arancio-azzurro, che occupano il terzultimo posto nella classifica del girone C della Serie D. Al termine della stagione, dopo non essere riuscito ad evitare la retrocessione in Eccellenza, viene sollevato dall'incarico.

## Statistiche

### Statistiche da allenatore
Statistiche aggiornate al 13 ottobre 2019. In grassetto le competizioni vinte.
| Stagione               | Squadra                | Campionato             | Campionato | Campionato | Campionato | Campionato | Coppe nazionali | Coppe nazionali | Coppe nazionali | Coppe nazionali | Coppe nazionali | Coppe continentali | Coppe continentali | Coppe continentali | Coppe continentali | Coppe continentali | Altre coppe | Altre coppe | Altre coppe | Altre coppe | Altre coppe | Totale | Totale | Totale | Totale | % Vittorie | Piazzamento                        |
| Stagione               | Squadra                | Comp                   | G          | V          | N          | P          | Comp            | G               | V               | N               | P               | Comp               | G                  | V                  | N                  | P                  | Comp        | G           | V           | N           | P           | G      | V      | N      | P      | %          | Piazzamento                        |
| ---------------------- | ---------------------- | ---------------------- | ---------- | ---------- | ---------- | ---------- | --------------- | --------------- | --------------- | --------------- | --------------- | ------------------ | ------------------ | ------------------ | ------------------ | ------------------ | ----------- | ----------- | ----------- | ----------- | ----------- | ------ | ------ | ------ | ------ | ---------- | ---------------------------------- |
| feb.-giu. 2018         | Triestina              | C                      | 12         | 2          | 7          | 3          | CI+CI-C         | -               | -               | -               | -               | -                  | -                  | -                  | -                  | -                  | -           | -           | -           | -           | -           | 12     | 2      | 7      | 3      | 16,67      | Sub., 11º                          |
| set. 2019-2020         | Triestina              | C                      | 4          | 2          | 0          | 2          | CI+CI-C         | -               | -               | -               | -               | -                  | -                  | -                  | -                  | -                  | -           | -           | -           | -           | -           | 4      | 2      | 0      | 2      | 50,00      | Sub., 11º                          |
| Totale Triestina       | Totale Triestina       | Totale Triestina       | 16         | 4          | 7          | 5          |                 | -               | -               | -               | -               |                    | -                  | -                  | -                  | -                  |             | -           | -           | -           | -           | 16     | 4      | 7      | 5      | 25,00      |                                    |
| gen.-giu. 2021         | Cjarlins Muzane        | D                      | 23         | 7          | 8          | 8          | -               | -               | -               | -               | -               | -                  | -                  | -                  | -                  | -                  | -           | -           | -           | -           | -           | 23     | 7      | 8      | 8      | 30,43      | Sub., 10º                          |
| gen.-giu. 2024         | Cjarlins Muzane        | D                      | 13+1       | 5          | 5+1        | 3          | CI-D            | -               | -               | -               | -               | -                  | -                  | -                  | -                  | -                  | -           | -           | -           | -           | -           | 14     | 5      | 6      | 3      | 35,71      | Sub., 15º, (retr. dopo i play-out) |
| Totale Cjarlins Muzane | Totale Cjarlins Muzane | Totale Cjarlins Muzane | 37         | 12         | 14         | 11         |                 | -               | -               | -               | -               |                    | -                  | -                  | -                  | -                  |             | -           | -           | -           | -           | 37     | 12     | 14     | 11     | 32,43      |                                    |
| Totale carriera        | Totale carriera        | Totale carriera        | 53         | 16         | 21         | 16         |                 | -               | -               | -               | -               |                    | -                  | -                  | -                  | -                  |             | -           | -           | -           | -           | 53     | 16     | 21     | 16     | 30,19      |                                    |

## Palmarès

### Giocatore
- Coppa Italia Serie C: 1

Foggia: 2006-2007
- Port Vila Premia Divisen: 1

Amicale: 2015